# At the Gates
At the Gates és un grup de death metal melòdic provinent de la ciutat de Göteborg, Suècia, considerat un dels pioners d'aquest gènere del metall, juntament amb In Flames i Dark Tranquillity.

## Història

### Primera Etapa
At the Gates es formà en 1990 a Göteborg, just després de la dissolució de la banda de death/black metal Grotesque.
Poc després gravaren el primer EP, Gardens of Grief mitjançant Dolores Record Label, amb el qual es va aconseguir un contracte amb la discogràfica Peaceville Records per tal de dur a terme el primer treball d'estudi l'any 1992, The Red in the Sky Is Ours, un disc les cançons del qual originen una estructura musical innovadora fins llavors i un so en acabat reconegut amb el nom de So Götenborg.
En 1993 entraren de nou a estudi per gravar el seu següent disc, With Fear I Kiss the Burning Darkness, però de seguida Alf Svensson, guitarra i fundador del grup, va deixar la banda per tal de dedicar-se al món de l'art del tatuatge, els còmics i un nou projecte musical, Oxiplegatz, amb influències de l'electrònica, l'òpera i el black metal.
Va ser reemplaçat pel fundador de House of Usher, Martin Larsson.

### Èxit i dissolució
En 1994, At the Gates gravà el seu tercer àlbum d'estudi, Terminal Spirit Disease. Aquest contenia només sis noves cançons però clarament en ell es respirava un progrés immens en sols un any pel que feia a qualitat instrumental i producció. Seria el darrer amb la discogràfica Peaceville Records.
Continuaren girant i en 1995 isqué a la llum el disc de més èxit i que els va consagrar dins de l'escena metàl·lica sueca, Slaughter of the Soul, més melòdic i amb un so que es correspon clarament amb aquell conegut comSo Götenborg. Amb aquest disc foren nominats als Swedish Grammy Awards, juntament amb Fireside, Meshuggah i Yngwie Malmsteen.
La banda va rebre especials atencions i va aconseguir girar també pels USA amb un gran èxit, però malgrat això, els germans Björler deixaren el grup només un any després i la resta de components decidiren abandonar també el projecte, ja que seria gairebé impossible continuar sense ells.

### Després de la dissolució
Després de la dissolució d'At the Gates en 1996, Adrian Erlandsson -guitarra-, Jonas Björler -baix- i Anders Björler -guitarra-, formaren The Haunted amb un so thrash/death melòdic. Més tard, en 1999, Adrian Erlandsson deixà la nova banda per unir-se als anglesos Cradle of Filth fins al 2006 i fins ara manté diversos projectes alhora.

### Reunió 2008
El 18 d'octubre de 2007, At the Gates anunciaren la seua reunió i confirmaren actuacions a diversos festivals per a l'any següent així com Bloodstock Open Air, Castle Festival, Getafe Electric Festival, Gods of Metal, Graspop Metal Meeting, Hellfest, Roskilde Festival, Ruisrock, Sweden Rock Festival i Wacken Open Air.
Anders Björler va comentar:
" Bé, hem estat parlant sobre una possible reunió des de fa anys, però aquesta era la primera vegada que tot semblava més adequat. La ruptura, fa més de deu anys, va ser abrupta i va deixar una mala vibració entre nosaltres. Ara mateix mantenim una bona relació i enfoquem més relaxadament el que som i el que fem. És el moment adequat per reunir-se i fer alguns concerts. Tracteu de veure'ns a l'estiu de 2008. Potser és la darrera vegada que podreu."
La gira de la Reunió va acabar a Atenes, Grècia, el 21 de setembre de 2008.

## Discografia

### Àlbums d'estudi
- 1992 - The Red in the Sky is Ours
- 1993 - With Fear I Kiss the Buring Darkness
- 1994 - Terminal Spirit Desease
- 1995 - Slaughter of the Soul
- 2014 - At War with Reality
- 2018 - To Drink from the Night Itself
- 2021 - The Nightmare of Being

### Compilacions
- 2001 - Suicidal Final Art

### DVD
- 1997 - Darkseed, In Flames, Evereve - Live & Plugged VHS

### EPs & Singles
- 1991 - Gardens of Grief (EP)
- 1992 - Kingdom Gone
- 1993 - The Burning Darkness
- 1994 - Terminal Spirit Disease
- 1995 - Blinded By Fear